# 桂龍藥業
山西桂龍醫藥有限公司是山西省一家中藥廠，生產及銷售製藥品。

## 历史
在1989年，由王秉岐醫生創辦位於山西省創辦山西桂龍醫藥產品，包括膠囊、颗粒、科研等。旗下有两间GMP标准工厂，桂龙药业（安徽）有限公司与桂龙药业（山西）有限公司，还有桂龙药业厦门药物研究所与桂龙药业厦门投资管理有限公司。桂龍藥業旗下產品「慢严舒柠好爽糖」一度涉及違規宣傳。
2013年被利洁时中国全资收购。
2024年，安徽廠被中信资本旗下的信宸资本收購。

## 外部連結
- Guilong.com.cn （页面存档备份，存于）
- 山西桂龙医药有限公司与国家知识产权局专利复审委员会专利无效行政纠纷案二审 （页面存档备份，存于）
- 山西桂龙医药有限公司[永久]
- 桂龙GUILONG商标异议裁定书